# Milutin Sredojević
Milutin Sredojević (serbe : Милутин Cpeдojeвић) (né le 1er septembre 1969 à Prokuplje à l'époque en Yougoslavie et aujourd'hui en Serbie) est un footballeur serbe, qui évoluait au poste d'attaquant, avant de devenir ensuite entraîneur.

## Biographie

### Carrière d'entraîneur
Il est demi-finaliste de la Coupe de la confédération en 2010 avec le club soudanais d'Al Hilal Omdurman, en étant battu par l'équipe tunisienne du Club sportif sfaxien. Il est ensuite avec cette même équipe demi-finaliste de la Ligue des champions d'Afrique en 2011, en étant battu par le club tunisien de l'Espérance sportive de Tunis, qui remportera la compétition.
Il participe à la Coupe CECAFA des nations en 2011 et 2012 avec le Rwanda, puis en 2013 avec l'Ouganda. Il atteint la finale de cette compétition en 2011 avec le Rwanda, en étant battu par l'Ouganda.
Il dirige l'équipe d'Ouganda lors du championnat d'Afrique des nations 2014 puis lors du championnat d'Afrique des nations 2016.
Il dirige ensuite l'équipe d'Ouganda lors de la Coupe d'Afrique des nations 2017 organisée au Gabon.

## Palmarès
| Rwanda - Coupe CECAFA des nations : - Finaliste : 2011. |  | Al Hilal Omdurman - Championnat du Soudan (1) : - Champion : 2010. |